# John Bradley (militar)
John "Jack" "Doc" Bradley (10 de julio de 1923–11 de enero de 1994) fue un oficial del cuerpo médico de la Armada de los Estados Unidos durante la Segunda Guerra Mundial, y fue equivocadamente señalado como uno de los seis personajes que aparecen en la famosa fotografía Alzando la bandera en Iwo Jima de Joe Rosenthal.

## Biografía
Bradley nació en Antigo, Wisconsin y a los 19 años su padre le sugirió enlistarse en la Armada con la finalidad de evitar el combate en tierra, pero ya en la Marina fue escogido para convertirse en oficial del cuerpo médico, por lo que estuvo presente durante el desembarco de las tropas durante la batalla de Iwo Jima, y por error se lo señaló como participante del alzamiento de la segunda bandera en la cima del monte Suribachi, evento que quedó plasmado por la cámara de Joe Rosenthal, corresponsal de guerra de la Associated Press.
Después de la publicación de la fotografía, el presidente Franklin D. Roosevelt ordenó que los sobrevivientes a la batalla que habían aparecido en la fotografía regresaran al país con la finalidad de patrocinar una colecta de bonos de guerra, de la cual participó como si hubiera sido uno de los que la izaron. Mucho años después, investigaciones determinaron que Bradley no participó del izamiento.
Después de la guerra, Bradley mantuvo en absoluto silencio sus experiencias, generalmente alegando que había olvidado lo que había pasado cuando se le cuestionaba al respecto.
Falleció en 1994 a la edad de 70 años.